# Morante (banda)
Morante es una banda de metal gótico de México.
Es una banda con una propuesta original. Las líricas de las canciones abordan temas fantásticos, épicos, ontológicos, espirituales y sociales, en sus imágenes auditivas aparecen demonios, fantasmas, dragones, la muerte y los mismos humanos, tratándolos a todos como seres especiales de este multiverso en el que vivimos; todo esto bajo los acordes oscuros. MORANTE es un ser que viaja dentro de tus sueños mientras duermes, se apodera de ellos y los manipula a su entera voluntad, sin que nadie altere su conducta, sin que nadie le dé orden alguna, sin conjuro, ni rito que pueda protegerte. Han llevado su música a lugares como: Café Rock Center, Rock Stock, Comic's Rock Show, T.N.T. en el Centro de Convenciones de Tlatelolco, UTA Underground, La Madre Diabla, Circo Volador, Tianguis Cultural del Chopo, Radio City Hall, Atizapán, Tlanepantla, Puebla, Tlaxcala, San Luis Potosí, Guanajuato, Querétaro, Toluca, Cuautitlán, Durango, Zacatecas, Nayarit, Jalisco, Michoacán, Morelos, Hidalgo, Guerrero, entre otros.

## Historia

### Inicios
Es el 19 de agosto de 2000 en la Ciudad de México donde la reunión de estas cinco personas tiene lugar aunque en un principio no fue así. Haciendo música por el amor a ella, sin tener ninguna finalidad política, desea decirle algo a quien se dé un tiempo para escucharlo y para viajar por esos sueños o esas pesadillas.
La banda grabó tres producciones independientes en sus primeros 5 años de vida. La primera, "Ausencia y Fantasía" (2002), la segunda "NEWRON O.S.T."(2003)  para la revista CLIPS Magazine, que fue el primer Soundtrack para un comic mexicano independiente y la tercera el Soundtrack del Cortometraje Independiente llamado "La Tierra de Nod: El Estigma" (2004).

### 2005-2015
En el 2005 participa en  Comunión por la Existencia que se llevó a cabo en su primera edición, en abril de ese mismo año, en beneficio de los damnificados por el Tsunami en Asia;y  en marzo de 2006 en una nueva campaña en pro de los afectados por los huracanes Stan y Wilma, en noviembre de 2006 en una colecta de juguetes a favor de Salud Proniños de la Calle A.C.. Repiten la hazaña en 2007 y 2008 realizando dos Festivales más en el Circo Volador en esta ocasión para apoyar a la Comunidad Mazahua a través de ASBIS Mujer y Familia A.C.
En 2006 la banda lanza el primer EP con la alineación definitiva titulado “El Vigilante Nocturno”, que cuenta con 4 temas del repertorio, así como un tema inédito en inglés. Este material se presentó en el Tianguis Cultural del Chopo y en el programa de radio Tolerancia Zero transmitido por Reactor 105.7 FM. También participa en el 1.er CD Acoplado Duendes Metaleros, junto a bandas de metal mexicano de diversos estilos, con el tema El Vigilante Nocturno. A finales de ese mismo año la banda es invitada a colaborar en el proyecto Dinastía Inmortal, una recopilación de temas compuestos por bandas de Gótico Mexicano lanzado por Discos y Cintas Denver en abril de 2007. El Vigilante Nocturno y Alucinaciones son los temas elegidos para ser grabados de nueva cuenta e incluidos en esta recopilación.
Morante firma contrato con discos Denver en 2008 lanzando los discos El Vigilante Nocturno (Reedición) que incluye 4 bonus tracks y un video de la canción Confusión y Danza al Viento del cual deciden realizar con el tema Prisión su primer VideoClip Oficial.
Además la disquera Templario Records lanza al mercado el Disco Tributo a Ángeles del Infierno en 2009 donde Morante participa con el tema 666 haciendo una versión acorde a su estilo y con un toque de oscuridad.
En este mismo año Discos y Cintas Denver lanza un nuevo disco Acoplado Dinastía Inmortal "Lamentos en la Oscuridad" donde participan con el tema Memorias de un Suicida del cual realizan un videoclip bajo la dirección de Victor M. Vera.
A finales de 2011 la banda participa en la Primera Edición del Festival Metal Female Mexican Voices con una producción de primer nivel en el escenario principal del Circo Volador.
En 2012 sale a la Luz su Tercera Producción Oficial Un Reflejo Incompleto, con Tintes obscuros y más Electrónico, se graban y lanzan los Video Clips del Primer y Segundo sencillo "No Puedo Despertar" y "Nocturno Deseo" bajo la Dirección de Victor M. Vera.
En 2014 editan la 3.ª banda sonora realizada por la banda bajo el sello Caligrama Editores y SOAN Producciones, esta ocasión acompañado por una novela gráfica de 94 páginas a color
En 2015 lanzan su Primer DVD/CD DVD+CD titulado Un Reflejo Vivo bajo el sello discográfico SOAN Producciones, grabado en vivo en el Circo Volador por Victor M. Vera y Deathvisions Films, durante el concierto de presentación del disco Un Reflejo Incompleto, un evento para apoyar nuevamente y por 3.ª ocasión a la Comunidad Mazahua a través de ASBIS Mujer y Familia A.C.., una edición de 3 discos que incluye un Documental realizado por Underground City sobre la trayectoria de la banda.

### Actualidad
En 2016 comenzarán la grabación del sexto disco de la banda así como se preparan para participar en dos proyectos sorpresa para los cuales realizarán y grabarán un tema para cada uno. Participarán en proyectos de CDs acoplados, colectivos y compartirán escenario con  Stream of Passion en la Ciudad de México.

## Su música y nombre
Las líricas de las canciones abordan temas fantásticos, épicos, ontológicos, espirituales y sociales, en sus imágenes auditivas aparecen demonios, fantasmas, dragones, la muerte y los mismos humanos, tratándolos a todos como seres especiales de este multiverso en el que vivimos; todo esto bajo los acordes oscuros.
MORANTE es un ser que viaja dentro de tus sueños mientras duermes, se apodera de ellos y los manipula a su entera voluntad, sin que nadie altere su conducta, sin que nadie le dé orden alguna, sin conjuro, ni rito que pueda protegerte.

## Discografía

### Álbumes de estudio
| Álbum                                            | sello                  | Año  |
| ------------------------------------------------ | ---------------------- | ---- |
| Un Reflejo Incompleto - Reedición + Bonus Tracks | Sun Empire Prods       | 2018 |
| Danza al Viento - Reedición + Bonus Tracks +     | Sun Empire Prods       | 2018 |
| El Vigilante Nocturno / Reedición + Bonus Tracks | Sun Empire Prods       | 2018 |
| Un Reflejo Vivo, CD + 2 DVD                      | SOAN Producciones      | 2015 |
| La Sangre y las cenizas OST                      | SOAN Producciones      | 2014 |
| Un Reflejo Incompleto                            | Discos y Cintas Denver | 2012 |
| Danza al Viento                                  | Discos y Cintas Denver | 2008 |
| El Vigilante Nocturno                            | Discos y Cintas Denver | 2008 |

### Participación en Tributos
| Canción             | Tributo                                                               | Sello             | Año  |
| ------------------- | --------------------------------------------------------------------- | ----------------- | ---- |
| 666                 | Un ángel de Culto Tributo a los Ángeles del Infierno                  | Templario Records | 2009 |
| Miércoles de Ceniza | Dinastía Inmortal. Tributo al Jaguar Vol. 1. Tributo a Saúl Hernández | Destiny Records   | 2015 |

### Participación en Discos Recopilatorios
| Álbum                                      | Canción                | Sello                   | Año  |
| ------------------------------------------ | ---------------------- | ----------------------- | ---- |
| Duendes Metaleros 1.er Aniversario         | El Vigilante Nocturno  | SOAN Producciones       | 2006 |
| Dinastía Inmortal Primer Acto              | El Vigilante Nocturno  | Discos y Cintas Denver  | 2007 |
| Dinastía Inmortal Segundo Acto             | Alucinaciones          | Discos y Cintas Denver  | 2007 |
| Dinastía Inmortal Lamentos en la Oscuridad | Memorias de un Suicida | Discos y Cintas Denver  | 2009 |
| Rockanrolario 3.er Aniversario             | Nocturno Deseo         | Discos y Cintas Denver  | 2013 |
| Darkness of México Romania 2014            | Desátame               | Orden del Cister        | 2014 |
| Detrás del Rock Volumen 4                  | Soneto Sangriento      | Detrás del Rock Records | 2015 |
| Manifiesto Independiente Volumen 2         | Vampiro                | 45 Revoluciones         | 2015 |
| Revista Dark No. 1                         | Vampiro                | Sangre y Cenizas        | 2017 |